# Заречное (Оренбургская область)
Заречное — село в Ташлинском районе Оренбургской области. Административный центр и единственный населенный пункт Заречного сельсовета.

## География
Расположено на правых берегах рек Иртек и Грязнуха в месте их слияния, в 35 км к северо-востоку от села Ташла, в 53 км к югу от Сорочинска, в 135 км к западу от Оренбурга.
Климат села отчётливо выраженный континентальный. Растительный покров в местности в основном типчаково-ковыльный и разнотравно-злаковый.

## Население
| 2010 | 2012 | 2013 | 2014 | 2015 | 2016 | 2017 |
| ---- | ---- | ---- | ---- | ---- | ---- | ---- |
| 554  | ↘545 | ↘544 | ↘543 | →543 | ↘529 | ↘517 |
| 2018 | 2019 | 2020 | 2021 |      |      |      |
| ↘505 | ↘497 | ↘481 | ↘456 |      |      |      |

## История
Село основано уральскими казаками, которые пришли из-за Волги и Урала. До 1961 года называлось Грязный Иртек — по речкам Грязнуха и Иртек.
Во время Гражданской войны в селе действовал отряд Уральской армии под руководством Г. И. Сакмаркина.
В 1928 году были образованы коммуна «Свет Алтая» и «Новая жизнь». В 1930 году создан колхоз имени Ильича (с 1950 г. — имени Калинина, с 1974 г. — Заря). В 1930—1934 годах вместо церковно-приходской школы была построена новая школа.
Засуха 1947-48 годов добавила тягот в тяжёлое послевоенное время.
В 1961 г. Указом Президиума ВС РСФСР село Грязный Иртек переименовано в Заречное.
В 1965 году построено новое здание школы, в 1967 году поставлена новая водонапорная башня. В последней четверти XX века построены магазин, здания сельсовета, медпункта, котельной, новые здания дома культуры и детского сада, 2-квартирные дома для колхозников, памятник погибшим воинам-землякам, расширилась ферма, засыпаны дороги, проведён природный газ в селе (ныне село полностью газифицировано).